# Marian Wszelaki

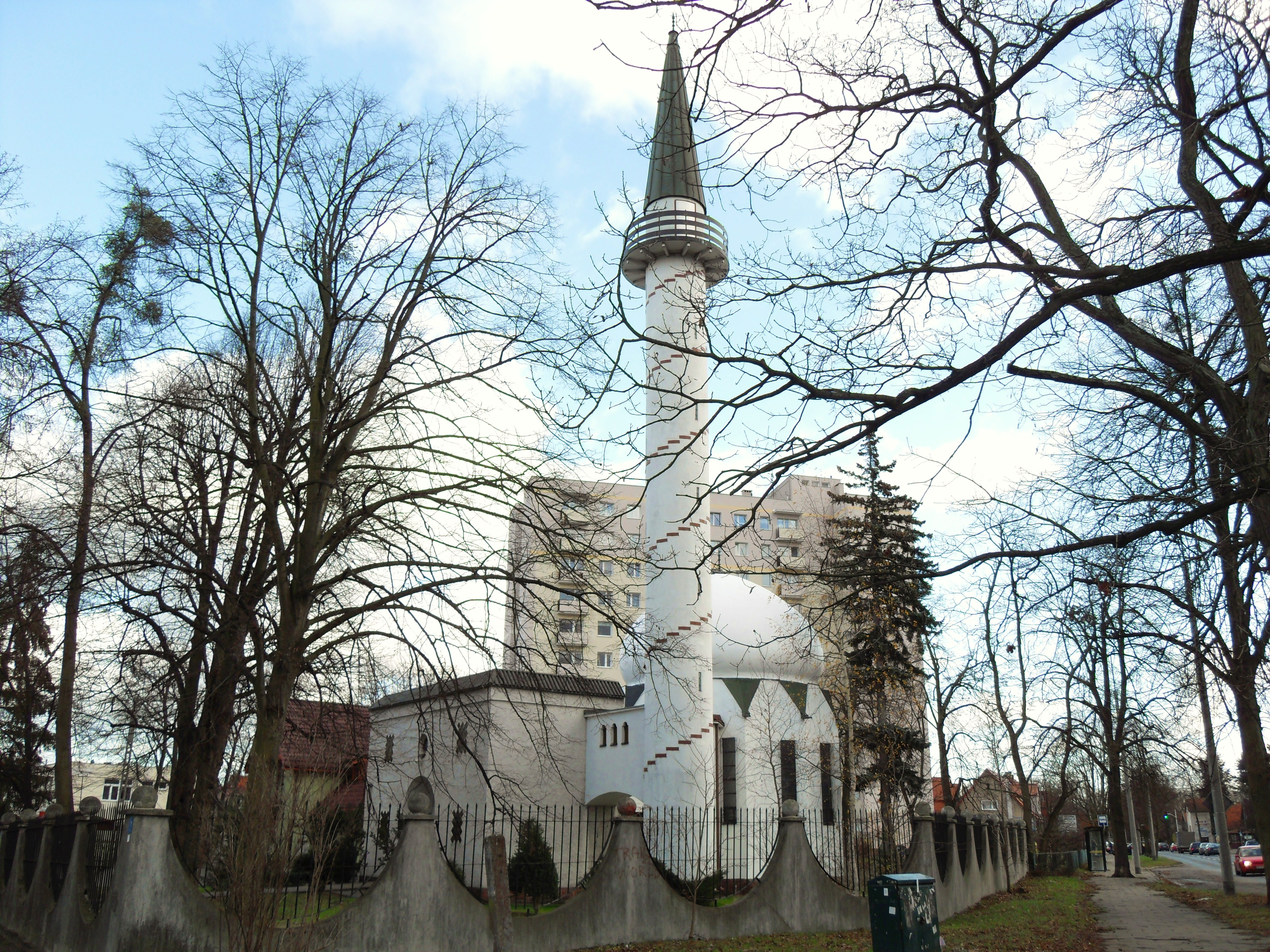
Meczet w Gdańsku przy ul. Abrahama 17a

Marian Wszelaki (ur. 8 grudnia 1930, zm. 5 marca 2017) – polski architekt, członek SARP.

## Życiorys

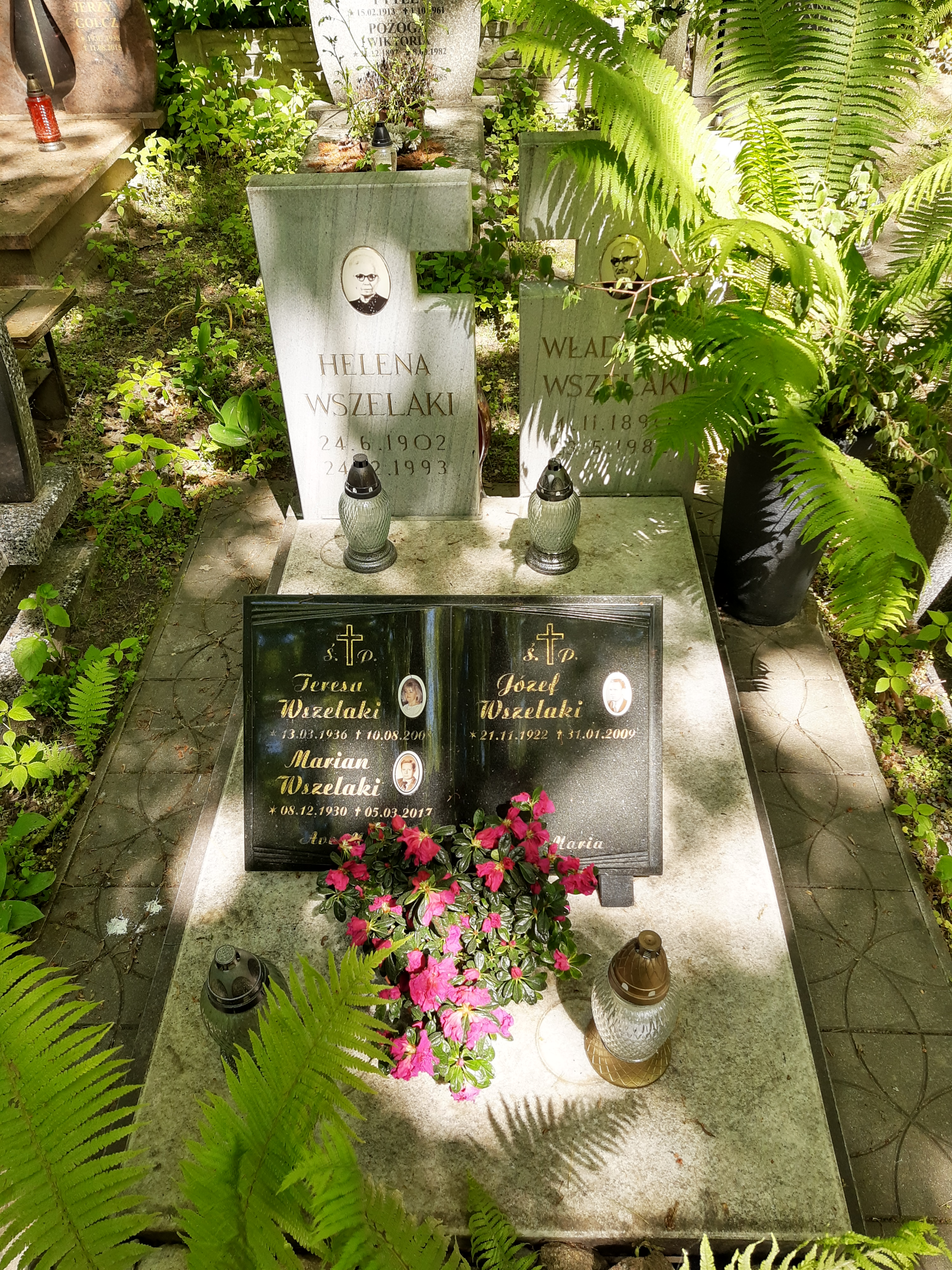
Grób Mariana Wszelakiego na cmentarzu Srebrzysko

W 1958 ukończył studia na Wydziale Architektury Politechniki Gdańskiej. Status architekta twórcy uzyskał w 1980. Był członkiem Oddziału Wybrzeże Stowarzyszenia Architektów Polskich (SARP). W latach 1983–1991 związany był z grupą ZAPA w Sopocie, zaś od 1991 właścicielem Autorskiej Pracowni Architektonicznej w Gdańsku. Był między innymi autorem projektu Meczetu w Gdańsku, Domu Rybaka w Świnoujściu, Rzemieślniczego Domu Towarowego oraz Dom Kombatanta w Gdańsku. Zmarł 5 marca 2017 i został pochowany na gdańskim Cmentarzu Srebrzysko (rejon V, taras VII, rząd 2).